# Ерзянь Вал
«Ерзянь Вал» (ерз. «ĚRZÄŃ VAL») — ерзянський суспільно-політичний журнал, видається в Україні секретаріатом Інязора ерзянського народу. Видання поширюється на території Ерзянь Мастор та в осередках ерзянської діаспори.

## Історія
Журнал був заснований у 2020 р. як спільний проєкт секретаріату Інязора та Ерзянської інформаційної комісії (заснованої Атянь Езєм). «ĚRZÄŃ VAL» було публічно презентовано 30 червня 2020 р. в Києві інязором Сиресєм Боляєнь та групою його соратників. Редакційна колегія позиціонує видання як часопис ерзянського національного руху. Головний редактор С. Боляєнь так окреслив місію журналу: «Інтернет-сайти з'являються і зникають, а журнал залишиться в бібліотеках та архівах — для історії. Російська влада жорстко цензурує пресу корінних народів на своїй території. Її влаштовують тільки провладні рупори, а всіх незгодних оголошують екстремістами. Тому ерзянам важливо мати свій незалежний інтелектуальний майданчик, на якому ми зможемо чесно дискутувати про теперішнє та майбутнє Ерзянь Мастор. Таким майданчиком має стати новий журнал».
Згідно повідомлень члена редакційної колегії Кірді Ожомасонь, перший випуск журналу вийшов накладом у сто примірників і був поширений безкоштовно. Більше половини матеріалів в журналі ерзянською мовою. Деякі дубльовано англійською. Кілька текстів написано українською та російською. Всі витрати, пов'язані із макетуванням, друком та розповсюдженням видання, взяв на себе Секретаріат Інязора, який функціонує з добровільних пожертв ерзян. Кошторис першого номеру склав 800 доларів США. Редколегія планує видавати журнал двічі на рік. Електронна версія «ĚRZÄŃ VAL» з'явиться у вільному доступі в день презентації, що відбудеться 30 червня об 11:00 і транслюватиметься онлайн.

## Спеціалізація
«ĚRZÄŃ VAL» єдиний в світі ерзянський суспільно-політичний журнал і єдине друковане видання ерзянською латинкою. Більше половини матеріалів журналу написано ерзянською мовою. Частина текстів дублюються англійською та українською, окремі матеріали подаються російською. Видання має на меті інформувати ерзян про діяльність Кірдійюр — національних представницьких органів, розповідати світові про ерзянський народ, про його боротьбу за культурні, економічні та політичні права. Перший номер журналу був присвячений історії та перспективам ерзянського національного руху. На сторінках часопису ерзя з Ерзянь Мастор та з діаспори розмірковують про минуле та майбутнє ерзянського національного руху, відносини із російською владою, спротив русифікації, про підготовку до наступного Раськень Озкс. Окремий розділ присвячений культурі та історії — не лише ерзянській, але й світовій. Планується, що «ĚRZÄŃ VAL» видаватиметься двічі на рік.

## Читацька аудиторія

Редакційна колегія журналу «ĚRZÄŃ VAL». Київ, Україна. 30.06.2020

Редакційна колегія «ĚRZÄŃ VAL» позиціонує журнал як часопис «для ерзя і про ерзян». Друкована версія журналу поширюється в Ерзянь Мастор у США та в країнах ЄС. Водночас електронна версія журналу з'явилась у вільному доступі вже у день презентації.
Член київської громади ерзян Мітряй Чепелень під час презентації пояснив, що журнал видається в Україні через політичні переслідування ерзянського руху на батьківщині: «Нас запитують: чому ерзянський журнал видається в Україні? Слід сказати, що запитують переважно ті, хто живе поза Російської Федерацією. Адже ерзяни з Ерзянь Мастор, Самари, Москви чи Санкт-Петербурга чудово обізнані із політичними реаліями в РФ. Останньою незалежною газетою в Республіці Мордовія була „Ерзянь Мастор“. Вона переслідувалась владою у судовому порядку з 1999 по 2015 р. Тиск на редакцію припинився лише після зміни її керівництва на лояльних до влади людей. Це і стало кінцем „Ерзянь Мастор“, яка перетворилась на черговий рупор кремлівської пропаганди: хвалить владу і лає її критиків. Так, ми видаємо наш журнал на еміграції. Втім, єдині обмеження, які ми відчуваємо — це обмеження фінансового характеру, і їх ми здолаємо».